# 贵州茅台
- 關於茅台酒类本身的表述，請見「茅台酒」。
- 關於茅台酒公司的控股企业，請見「贵州茅台集团」。

贵州茅台酒股份有限公司（上交所：600519，简称：贵州茅台），1999年，由中国贵州茅台酒厂有限责任公司（控股公司）、贵州茅台酒厂技术开发公司、贵州省轻纺集体工业联社、深圳清华大学研究院、中国食品发酵工业研究所、北京糖业烟酒公司、江苏省糖烟酒总公司、上海捷强烟草糖酒（集团）公司等八家公司共同发起。
公司主营贵州茅台酒及系列产品的生产和销售，同时进行饮料、食品、包装材料的生产和销售，防伪技术开发，信息产业相关产品的研制开发。该公司已通過股權分置改革。2011年，茅台集團銷售收入240多億元，利稅180多億元，上交稅費94多億元，在貴州財政收入中占7%。2019年和2020年，茅台集團分別無償轉讓總股本的4%予贵州省国有资本运营有限责任公司。
2021年，贵州茅台在FBIF食品饮料创新发布的中国食品饮料百强榜中位列第二。

## 簡稱爭議

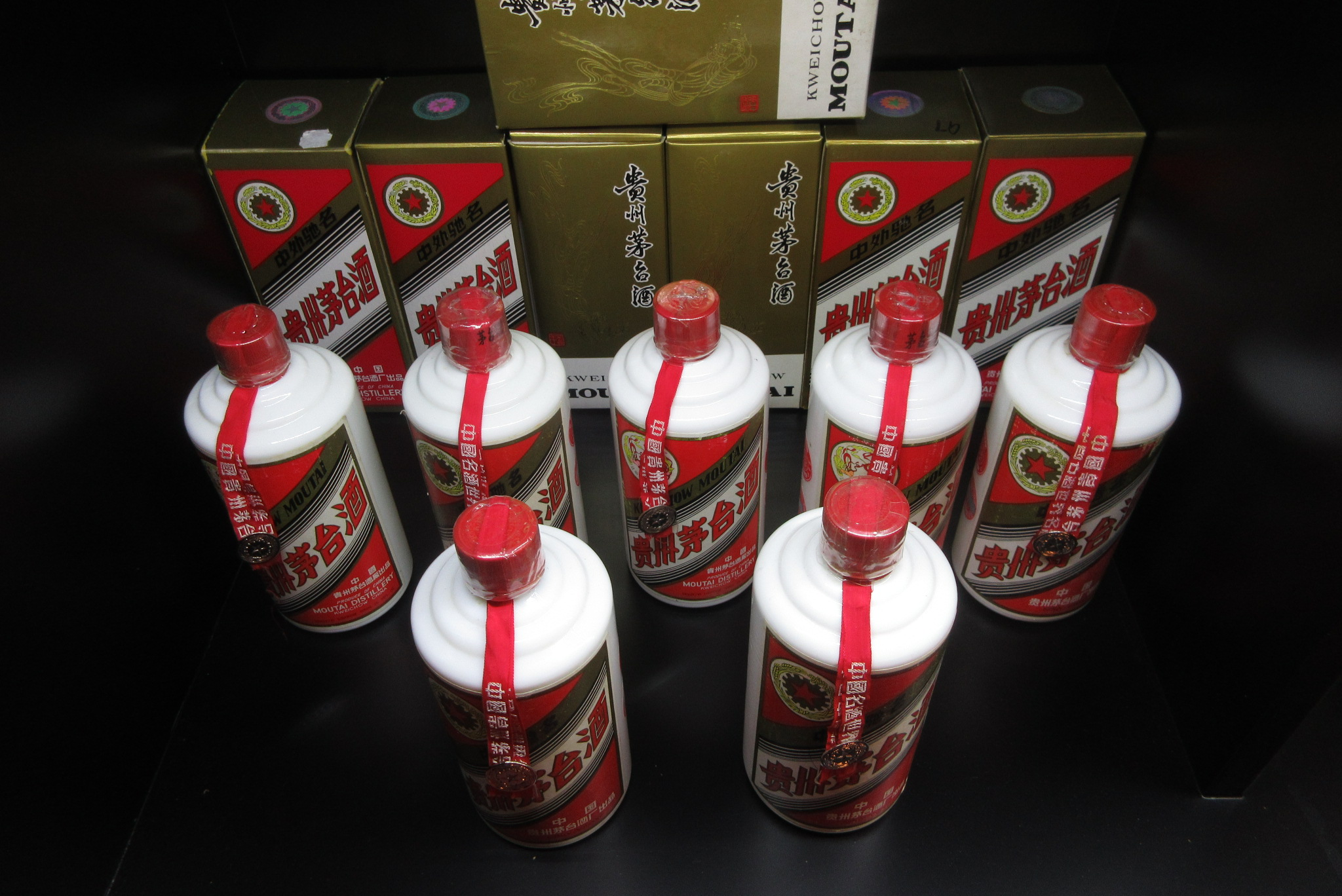
贵州茅台酒公司出品的茅台酒

貴州茅台或茅台酒這個名稱並不專屬於貴州茅台酒股份公司，茅台鎮為貴州的一個鎮，只要是這個鎮出產的酒都可以稱為貴州茅台，茅台酒，也因此有當地的製酒商利用貴州茅台酒股份公司的名氣，仿製其產品造型，製作相關產品營利。

## 历史
现在的貴州茅台酒股份有限公司，是由原来的成义、荣和、恒兴三家烧房合并而成。1951年，贵州省人民政府收购成义烧房，再以其他手段合并荣和、恒兴两家烧房，成立国营茅台酒厂。

## 股价历史
2001年8月27日贵州茅台上市，每股发行价31.39元，挂牌首日开盘价34.51元，首日收盘35.55元。截至2012年7月3日，贵州茅台每股收盘254.94元，复权后股价1222.47元（不算现金分红），每股涨幅高达38.94倍。2019年6月27日上午茅台股价突破1001元，此后再次回归千元以下。贵州茅台也是自1992年后，中国大陆再度出现股价超过1000元的个股。
贵州茅台曾长期是中国A股的第一高价股。中国股民中长期流传着“哪隻股票股价超过贵州茅台，短期内就会‘非死即伤’”的流言，即“茅台魔咒”。